# Öxabäck
Öxabäck is een plaats in de gemeente Mark in het landschap Västergötland en de provincie Västra Götalands län in Zweden. De plaats heeft 336 inwoners (2005) en een oppervlakte van 42 hectare.